# Kieran Read
Kieran James Read (nacido el 26 de octubre de 1985 en Papakura) es un ex-jugador de rugby neozelandés que jugó casi toda su carrera en los Crusaders del Super Rugby, y con los All Blacks, de la cual fue su capitán de 2016 a 2019. Fue el World Rugby Jugador del Año en 2013, y un miembro del equipo que ganó la Copa del Mundo de Rugby de 2011 y la del 2015. 
Sustituyó a Rodney So'oialo como número 8 titular en 2009, y puede actuar igualmente como ala del lado ciego.

## Trayectoria deportiva
Read empezó a jugar con los Crusaders en el Super 14 en la temporada de 2007.En 2008 Read se proclama campeón del Super Rugby al ganar la final contra los australianos Waraths en el Waikato Stadium por un resultado de 20-12 Fue capitán del equipo, por vez primera, en 2011, sustituyendo a un lesionado Richie McCaw. En 2012, Read lideró el equipo por sus diez partidos primeros mientras McCaw descansaba.
En 2020 decide dar un cambio en su carrera y buscar nuevos retos deportivos y abandona Nueva Zelanda para dar el salto a la liga japonesa fichando por Toyota Verblitz
Luego de pasar 1 año en Japón, en 2021 Read decide poner fin a su carrera como jugador profesional.

### Internacional
Fue seleccionado para la gira europea de los All Blacks a finales de 2008, debutando internacionalmente contra Escocia en Murrayfield el 8 de noviembre de ese año.
En 2010 Read fue escogido Jugador de Nueva Zelanda del Año.
En 2013, fue elegido capitán de los All Blacks en lugar de Richie McCaw cuando este descansaba.
El 15 de junio de 2013, Read jugó su 50.º test match, que coincidió con el 500.º test match de los All Blacks en el segundo partido de la serie entre Nueva Zelanda y Francia en AMI Stadium. Los All Blacks ganaron el partido 30-0, y aseguraron su victoria en la serie cuando aún les quedaba un partido que jugar.[cita requerida] Ese año Read logró el gran honor de ser considerado Jugador del Año por la IRB.
En 2015 es seleccionado para formar parte de la selección neozelandesa que participa en la Copa Mundial de Rugby de 2015. En el partido contra Georgia, que terminó con victoria neozelandesa 10-43, Kieran Read logró uno de los siete ensayos de su selección. En el partido de cuartos de final, victoria 13-62 sobre Francia, Kieran Read anotó uno de los nueve ensayos de su equipo, en el minuto 64.
.

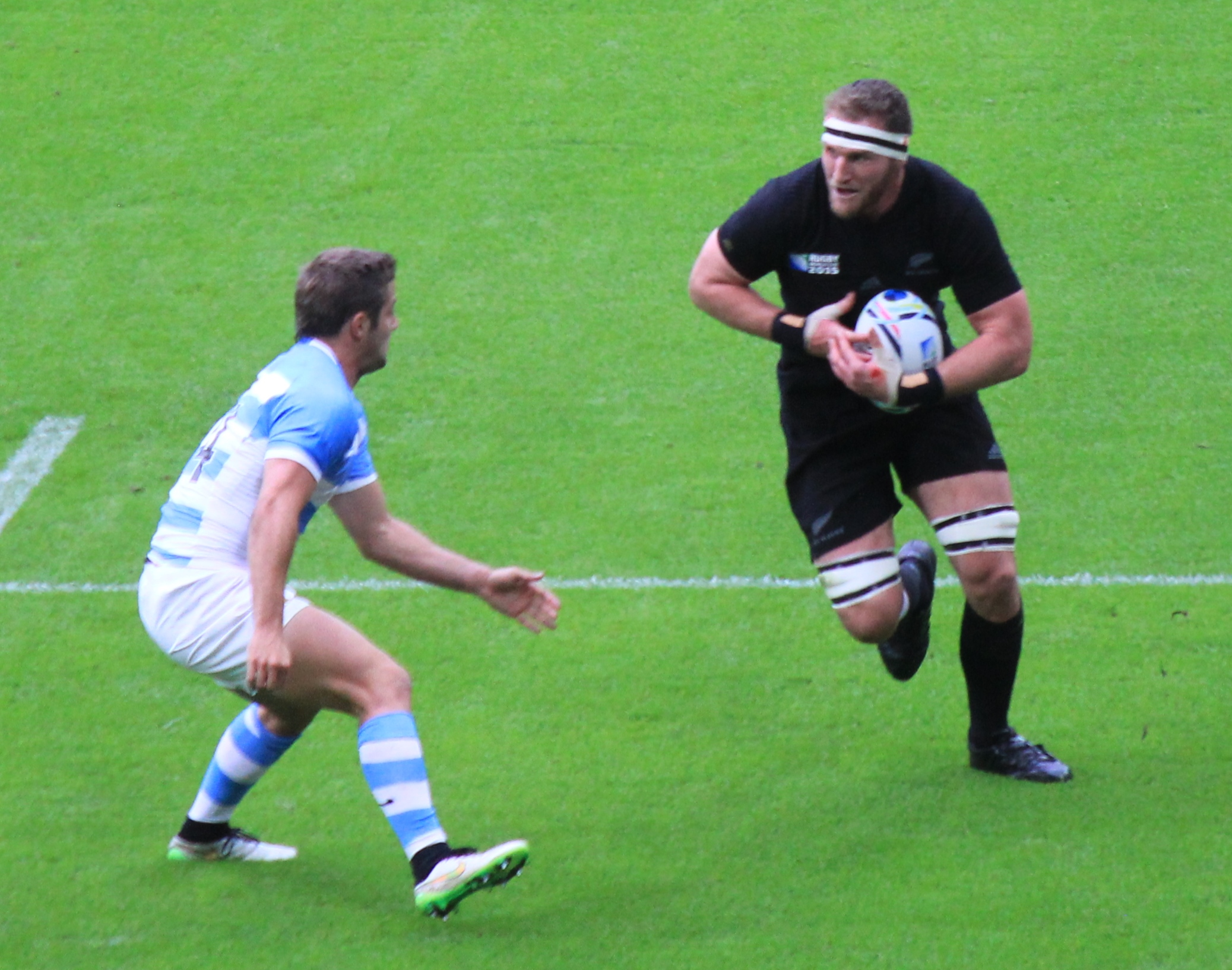
Kieran Read en el mundial de 2015

Formó parte del equipo que ganó la final ante Australia por 34-17, entrando en la historia del rugby al ser la primera selección que gana el título de campeón en dos ediciones consecutivas.
Read formaba parte del núcleo duro del seleccionador Steve Hansen, tanto es fue el capitán de los All Blacks en la Copa Mundial de Rugby de 2019 en Japón donde desplegaron un brillante juego en el que ganaron todos los partidos de la primera fase excepto el partido contra Italia que formaba parte de la última jornada de la primera fase,que no se disputó debido a la llegada a Japón del Tifón Hagibis.
En cuartos de final se enfrentaron a Irlanda, partido con cierto morbo porque el XV del trébol había sido el único que había sido capaz de vencer a los All Blacks en los últimos años. Sin embargo, Nueva Zelanda desplegó un gran juego y venció por un amplio resultado de 46-14.
En semifinales jugaron ante Inglaterra donde se formó cierta polémica debido a la formación utilizada en forma de uve por el XV de la rosa a la hora de recibir la haka de los All Blacks, el partido fue posiblemente el mejor que se pudo ver en todo el campeonato, donde vencieron los ingleses por el marcador de 19-7. Read una vez más fue una pieza fundamental para Hansen ya que jugó 5 partidos siendo titular en todos ellos y jugando los partidos completos.

#### Participaciones en Copas del Mundo
| Mundial                       | Sede          | Resultado     | PJ | Tries |
| ----------------------------- | ------------- | ------------- | -- | ----- |
| Copa Mundial de Rugby de 2011 | Nueva Zelanda | Campeón       | 4  | 1     |
| Copa Mundial de Rugby de 2015 | Inglaterra    | Campeón       | 7  | 2     |
| Copa Mundial de Rugby de 2019 | Japón         | Tercer puesto | 5  | 1     |

### Palmarés y distinciones notables
- Super Rugby 2008
- Super Rugby 2017
- Super Rugby 2018
- Super Rugby 2019
- Rugby Championship 2010
- Rugby Championship 2012
- Rugby Championship 2013
- Rugby Championship 2014
- Rugby Championship 2016
- Rugby Championship 2017
- Rugby Championship 2018
- Copa Mundial de Rugby 2011
- Copa Mundial de Rugby de 2015
- Mejor Jugador del Mundo en 2013.
- Capitán de la Selección de rugby de Nueva Zelanda (2016-2019)[15]
- Oficial de la orden de mérito de Nueva Zelanda[16]